# Astillero Río Santiago
El Astillero Río Santiago, o por sus siglas ARS, es un astillero privado perteneciente al Gobierno de la provincia de Buenos Aires con asiento en Ensenada, a orillas del río Santiago. Es el astillero más importante del país. Fundado en 1953 adherido al Ministerio de Marina, construyó buques para la marina de guerra y para la marina mercante, así como también motores, grúas, locomotoras y partes de turbinas hidráulicas.
Alcanzó los 5500 obreros en los años setenta, con especialización en electricidad, calderas, herrería, etc. En su establecimiento contiene una escuela técnica.
Cuenta con una Gerencia Técnica conformada por Departamentos que tienen a su cargo las diferentes áreas de trabajo, entre ellos Alistamiento General del Buque, Armamento, Electricidad, Planificación de Tuberías, Máquinas, Estructuras, Proyecto Básico, etc., donde se realizan los diseños de los nuevos proyectos y reparaciones. Destaca también su Departamento de Control de Calidad que verifican los trabajos cumpliendo con distintas Normas y Registros Internacionales.
Ha construido buques de guerra, buques mercantes de gran porte y otros; tanto para clientes nacionales como extranjeros. Uno de ellos es la fragata ARA Libertad (Q-2), construida por Río Santiago en los años cincuenta y en servicio para la Armada Argentina desde 1963. Esta nave obtuvo el récord mundial de velocidad de cruce del Atlántico en 1966.

## Historia

### De 1953 a 1990

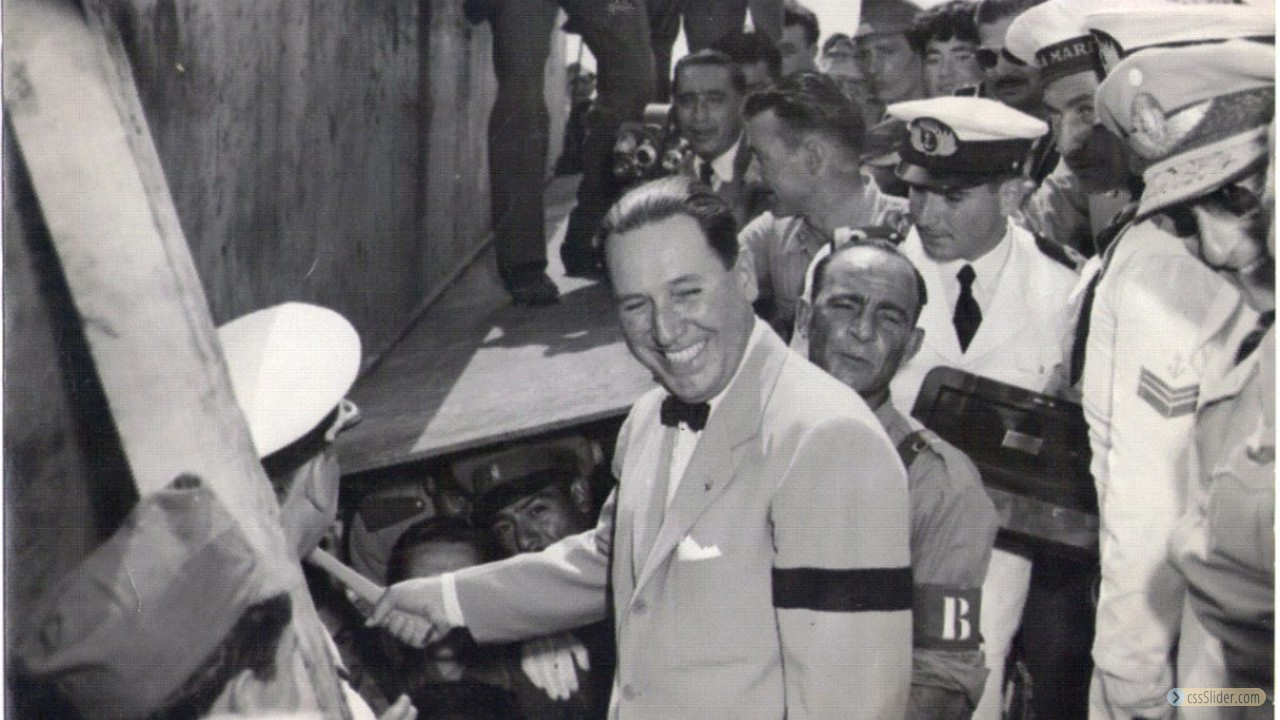
Perón en la botadura de la fragata Azopardo (1953)

Este astillero fue creado en 1953 por decreto presidencial de Juan Perón, junto con la empresa Astilleros y Fábricas Navales del Estado (AFNE), de la que formaba parte. La empresa AFNE, a su vez, estaba asignada al Ministerio de Marina. El Astillero Río Santiago se estableció en los hasta entonces Talleres Generales de la Base Naval Río Santiago de la Armada Nacional, ubicados en Ensenada, provincia de Buenos Aires.
En diciembre de 1953 el astillero realizó la botadura de la fragata ARA Azopardo; y en diciembre de 1954 la botadura de la fragata ARA Piedra Buena. Ambas unidades fueron para la Armada Nacional por pedido del Ministerio de Marina. En el mismo 1953 el astillero inició la construcción de una fragata (luego bautizada ARA «Libertad») para la instrucción de cadetes de la Armada Argentina. El presidente Juan Perón colocó personalmente el primer remache en la quilla el 11 de diciembre. El trabajo finalizó en 1963.
Cuando la construcción se completó, el Astillero Río Santiago contaba con talleres de calderería, herrería, mecánica (tornería y ajuste), cobrería, electricidad y velería, fundición y modelería, galvanoplastía, galvanizado a fuego y acumuladores, carpintería de blanco y depósitos de madera, carpintería de ribera y pinturería.
Tuvo un crecimiento sostenido durante los primeros años. Ya en 1953 diseña barcos de más de 1000 TRB, por primera vez en la historia, llegando a ser el astillero más moderno de Iberoamérica. Tras el derrocamiento de 1955, sus actividades merman. En 1969 modifica su forma societaria, y pasa a ser una Sociedad Anónima del Estado. Desde 1970, el Astillero Río Santiago contrató e inició la construcción de 5 buques cargueros de 9000 toneladas de porte bruto (tpb) encargados por ELMA, dos buques petroleros de 60 000 toneladas de porte bruto (tpb) cada uno para YPF, dos graneleros de 23 700 toneladas de porte bruto (tpb) y 4 cargueros de 14.450 (tpb), también ELMA.
En 1955, durante el golpe de Estado del 16 al 19 de septiembre (autodenominado «Revolución Libertadora»), el Astillero Río Santiago se vio en medio de un enfrentamiento armado entre las fuerzas leales a Perón y las fuerzas golpistas. Por un lado, las fuerzas golpistas se apostaron en la Escuela Naval Militar y la Base Naval Río Santiago, ambos de Ensenada. Desde el astillero, hubo obreros del astillero que participaron de la resistencia civil al golpe; y el director del astillero, capitán de navío Giménez Figueroa, se rehusó colaborar con los golpistas y fue detenido. En los finales del enfrentamiento, las fuerzas golpistas en retirada tomaron refugio en el astillero y utilizaron como cobertura al casco del buque escuela-fragata en construcción (luego bautizada ARA Libertad).
Entre 1964 y 1965 finalizó los cargueros Lago Argentino y Lago Aluminé de 7418 t de porte bruto cada uno, ambos para Empresa Líneas Marítimas Argentinas (ELMA).
En 1975 el astillero fue epicentro de una operación militar. La organización guerrillera peronista Montoneros dañó al destructor misilístico ARA Santísima Trinidad, joya de la Armada Argentina, mientras se encontraba en construcción el Astillero Río Santiago, empresa estatal administrada por la marina de guerra. El ataque fue realizado por el pelotón Arturo Lewinger -quien había comandado el mismo hasta su muerte en mayo de 1975-, integrado por seis combatientes bajo el mando de Rolando Hugo Jeckel, entre ellos tres buzos tácticos con un ataque delta del río Santiago hasta 700 m del astillero donde se encontraba el destructor, custodiado por guardias de la Marina en un área fuertemente iluminada por reflectores. Desde allí tres buzos cruzaron el canal llevando las cargas, mantenidas a flote mediante flotadores con válvulas reguladoras, aunque una de ellas se hundió en la travesía, demorando más de una hora las operaciones. Algunos ruidos alertaron a los guardias militares que rastrearon la zona con linternas, sin resultados. Las dos cargas restantes fueron atadas con cuerdas a los pilotes sobre los que reposaba la nave. Luego de más tres horas en el agua los buzos volvieron al bote y se retiraron. La explosión produjo un hueco de 1 m de diámetro y una rajadura de 30 m en el casco, que mantendría inutilizada a la nave durante cinco años. No hubo víctimas personales.
El Astillero de Río Santiago sería la empresa en la que más represión habría sobre sus trabajadores, con 44 delegados desaparecidos, otros 12 asesinados y casi setenta sobrevivientes que padecieron la detención clandestina y las torturas, durante las que eran interrogados por el ataque.
En 1979 entregó a ELMA el carguero Libertador General José de San Martín de 14 930 t de porte bruto.
Entre 1979 y 1983 construyó buques tanque para Yacimientos Petrolíferos Fiscales (YPF), a saber: el Ingeniero Huergo II (de 59 723 t de porte bruto), el Ingeniero Silveyra (de 59 723 t de porte bruto), el José Fuchs (de 58 624 t de porte bruto) y el Presidente Arturo Umberto Illia (de 58 624 t de porte bruto). El último de ellos fue entregado en 1984 y fue la última embarcación construida para YPF.
En 1981 entregó a la Armada el destructor Tipo 42 ARA Santísima Trinidad.
En 1982 inició la construcción de seis corbetas MEKO 140 para la Armada Argentina. En 1984 entregó la primera de ellas, bautizada ARA Espora; en 1986 finalizó la ARA Rosales.
Entre 1987 y 1989 finalizó la construcción de dos portacontenedores de 24 515 t de porte bruto cada uno, para ELMA: el Isla Soledad y el Isla Gran Malvina.
En 1988 entregó la corbeta ARA Spiro y en 1990 entregó la corbeta ARA Parker.

### De 1990 al presente
Esta fábrica, la más grande de América Latina, sufrió una de sus peores crisis cuando en los años 1990 estuvo a punto de ser privatizada, terminando finalmente en la esfera de la provincia de Buenos Aires. En 2003 estuvo a punto de cerrar.
En 1997 inició un proyecto de construcción de cinco graneleros de 27 000 t de capacidad cada uno; para Wilhelm Finance.
Estuvo cerca de ser sujeto de privatización; sin embargo, fue rescatado en el año 2003 mediante la construcción de graneleros, buques tanque y barcazas.
En 2003 entregó a la Armada la corbeta ARA Robinson. Al año siguiente, finalizó la ARA Gómez Roca, última corbeta MEKO-140.
Como parte de un plan de ocho naves para Petróleos de Venezuela (PDVSA), en 2005 se encargaron los buques tanque Eva Perón y Juana Azurduy por acuerdo entre los presidentes Néstor Kirchner y Hugo Chávez. Este último visitó el Astillero Río Santiago. Se trataba de los buques más grandes construidos por el astillero en treinta años. Iniciada la construcción en enero de 2008, la nave Eva Perón tuvo su botadura en 2012, y se esperaba su finalización para 2009. En el año 2019 el presidente venezolano Nicolás Maduro anunció la finalización tanto del Eva Perón como del Juana Azurduy. Por su parte, el presidente del Astillero anunció en 2021 el reinicio de la construcción.
En 2005 el presidente Kirchner autorizó el proyecto Patrullero Oceánico Multipropósito (POM) de la Armada Argentina a realizarse en Río Santiago.
En 2006 botó el Madrisa, otro de los graneleros de 13.000 toneladas de capacidad del proyecto iniciado en 1997.
En febrero de 2007 se botó el primero de una serie de cuatro buques tanqueros para Venezuela.
A fines de 2008 entregó el Canassa, el último de los cinco graneleros iniciado en 1997.
En 2014 se informó que en dos años la empresa estatal firmó 22 contratos para embarcaciones nuevas y renegoció los términos del contrato firmado con PDVSA para incorporar nuevos buques, llegando así a la cifra récord de 23 contratos suscriptos que aseguran trabajo para el Astillero por los próximos 12 años. Se inició la construcción de las lanchas de instrucción para la armada. En la 2015 el Astillero abrió su propio jardín de infantes llamado Matilde Itzigsohn, delegada gremial peronista de ese organismo naval, quien desapareció durante la última dictadura militar. A 2015 los compromisos asumidos por el astillero abarcan la construcción de seis bulk carrier de 40 000 toneladas para la empresa nacional Abadía del Mar, y la botadura del Juana Azurduy.
Entre 2016 y 2018 reparo las controvertidas LICA (Lancha de Instrucción para Cadetes).
En agosto de 2018 la empresa sufrió múltiples despidos y ante el posible cierre de la planta de Astilleros Río Santiago, los trabajadores se movilizaron en la ciudad de La Plata en defensa de sus puestos de trabajo, frente a la sede de la gobernación bonaerense. La policía provincial reprimió la movilización con balas y gases lacrimógeno causando heridos.
Entre 2014 y 2018 el astillero reparó el patrullero ARA King (P-21) de la Armada Argentina, instalando en la nave nuevos puente de comando, habitáculos, pintura y chapa, además del mejoramiento de los motores y transmisión. se firmó un acta compromiso para reflotar el astillero y en 2005 fue firmado el contrato que estableció la construcción de dos buques de 47 mil toneladas cada uno. El contrato inicial fue de un monto de 112 millones de dólares y el primer bloque se montó en la Grada 1 del ARS, el 18 de enero de 2008. Gracias a los contratos firmados con Venezuela para la construcción de buques petroleros, el astillero pudo ser reactivado, lo implicó la incorporación inmediata de 250 nuevos operarios (entre soldadores y caldereros). «».
En octubre de 2021 el astillero botó la primera lancha de instrucción de cadetes, bautizada ARA Ciudad de Ensenada. En marzo de 2022 hizo lo propio la segunda lancha, bautizada ARA Ciudad de Berisso botada el 17 de dicho mes.Durante el año 2023 restauró la fragata Americo Vespucio considerada la joya de la Armada Italiana. Lo que fue noticia ya que los trabajadores del astillero estatal terminó en tiempo récord las tareas de mantenimiento de la fragata entregando la en marzo de 2024.
En abril de 2024 entregó a la Armada Argentina dos Lanchas para Instrucción de Cadetes (LICA). Son la “Ciudad de Ensenada” y la “Ciudad de Berisso”, que se diseñaron y construyeron íntegramente en estos astilleros. Asimismo,  también se hizo entrega de la Compuerta para el Dique de la Base Naval de Puerto Belgrano.

## Ubicación
Situado en la ciudad de Ensenada, sobre el Río Santiago, frente a la Escuela Naval Militar, el Astillero Río Santiago comprende un predio de 229 hectáreas y 55 áreas, pero la superficie afectada al complejo industrial es de aproximadamente 100 hectáreas.
Los diferentes edificios se encontraban unidos por una red de túneles para la alimentación de energía eléctrica, de vapor y de aire comprimido, que alcanzaba una longitud mayor a cinco kilómetros. 
Las playas de almacenamiento de materiales y estacionamiento abarcaban una superficie recubierta de capa asfáltica de 40 000 metros cuadrados, y las calles internas del Astillero, también recubiertas de una capa asfáltica totalizaban 70 000 metros cuadrados. Además contaba con 7 kilómetros de vías férreas internas, llegando a conectarse con el ramal de Ensenada del Ferrocarril General Roca.

## Buques
El Astillero Río Santiago construyó para la Armada Argentina los siguientes buques:
- las fragatas ARA Azopardo (P-35)[7] y ARA Piedra Buena (P-36), (1200 t)[8] construida en los años cincuenta;
- la fragata ARA Libertad (Q-2) (3600 t), buque escuela botado en 1956 e introducido al servicio en 1963;[60]
- el buque de desembarco de tanques ARA Cabo San Antonio (Q-42) (8000 t de desplazamiento), construido en 1968 (participó del desembarco en las Malvinas en 1982);[61]
- el destructor ARA Santísima Trinidad (D-2) (4820 t), destructor misilistico Tipo 42 construido en 1980.
- las corbetas tipo MEKO 140 ARA Espora (P-41), ARA Rosales (P-42), ARA Spiro (P-43), ARA Parker (P-44), ARA Robinson (P-45) y ARA Gómez Roca (P-46) (1640 t de desplazamiento).[24]
- las lanchas LICA de Instrucción ARA Ciudad de Ensenada y ARA Ciudad de Berisso (260 t de desplazamiento)[62]

Además, construyó para la Marina Mercante buques de gran porte.
- el Ingeniero Huergo II[19] e Ingeniero Silveyra (59 723 t de porte bruto),[20] ambos construidos en 1980 para Yacimientos Petrolíferos Fiscales.

También, están en proceso de construcción:
- los buques tanque Eva Perón y Juana Azurduy (47 000 t de porte bruto), ambos para la empresa petrolera estatal venezolana Petróleos de Venezuela (PDVSA);[34]

## Galería

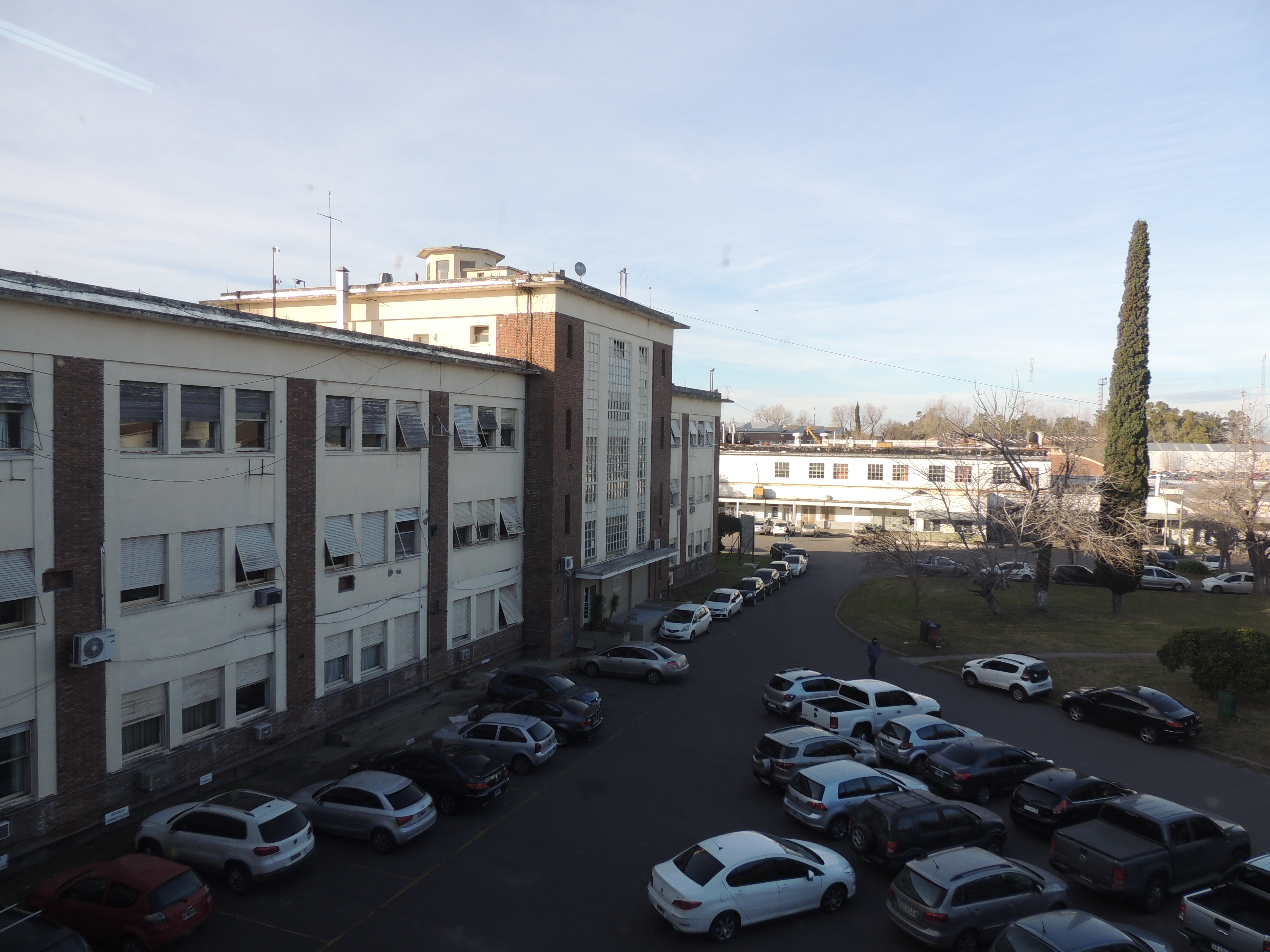
Sector administrativo y estacionamiento
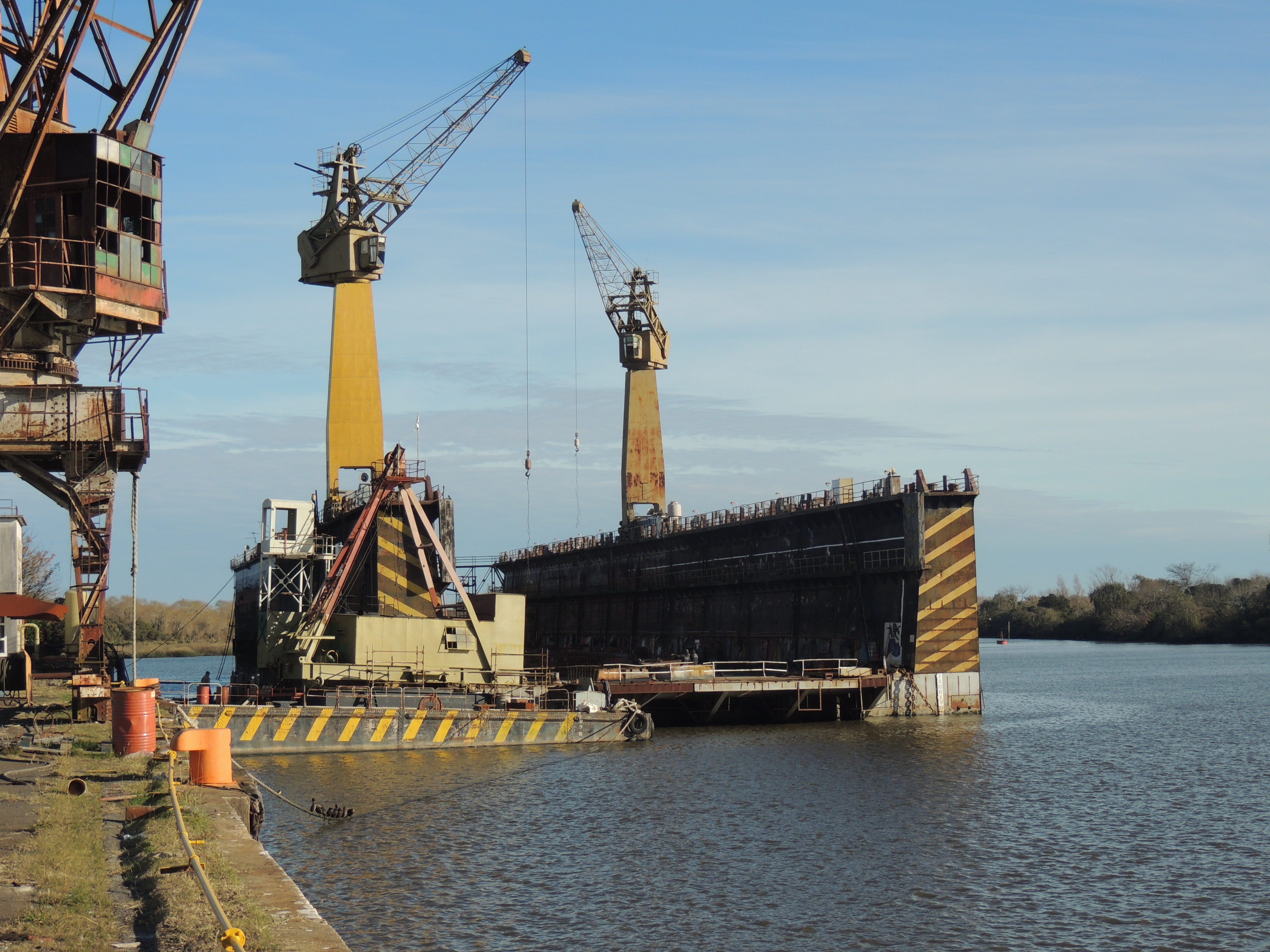
Dique flotante
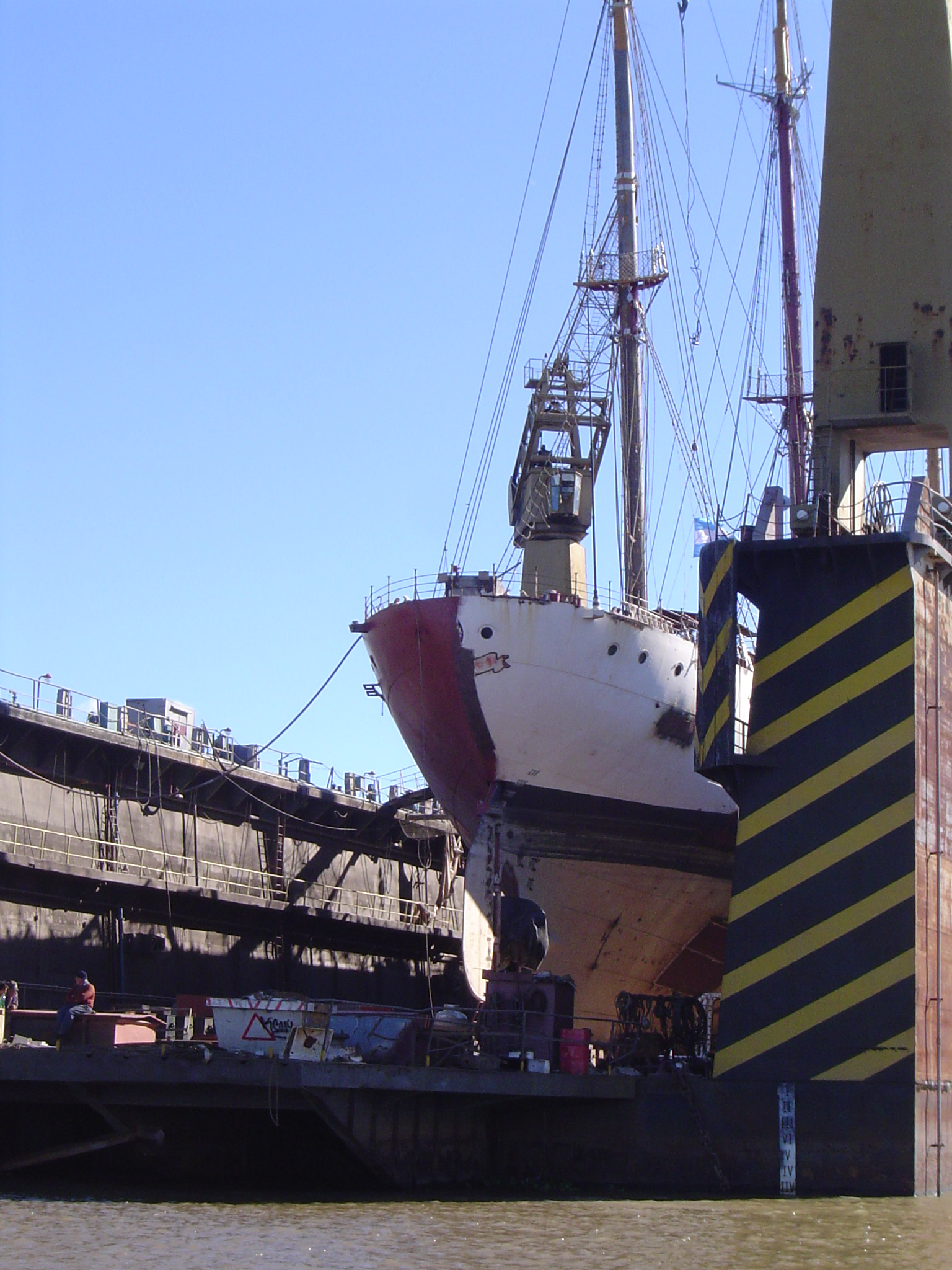
La Fragata Libertad, en reparaciones en dique seco
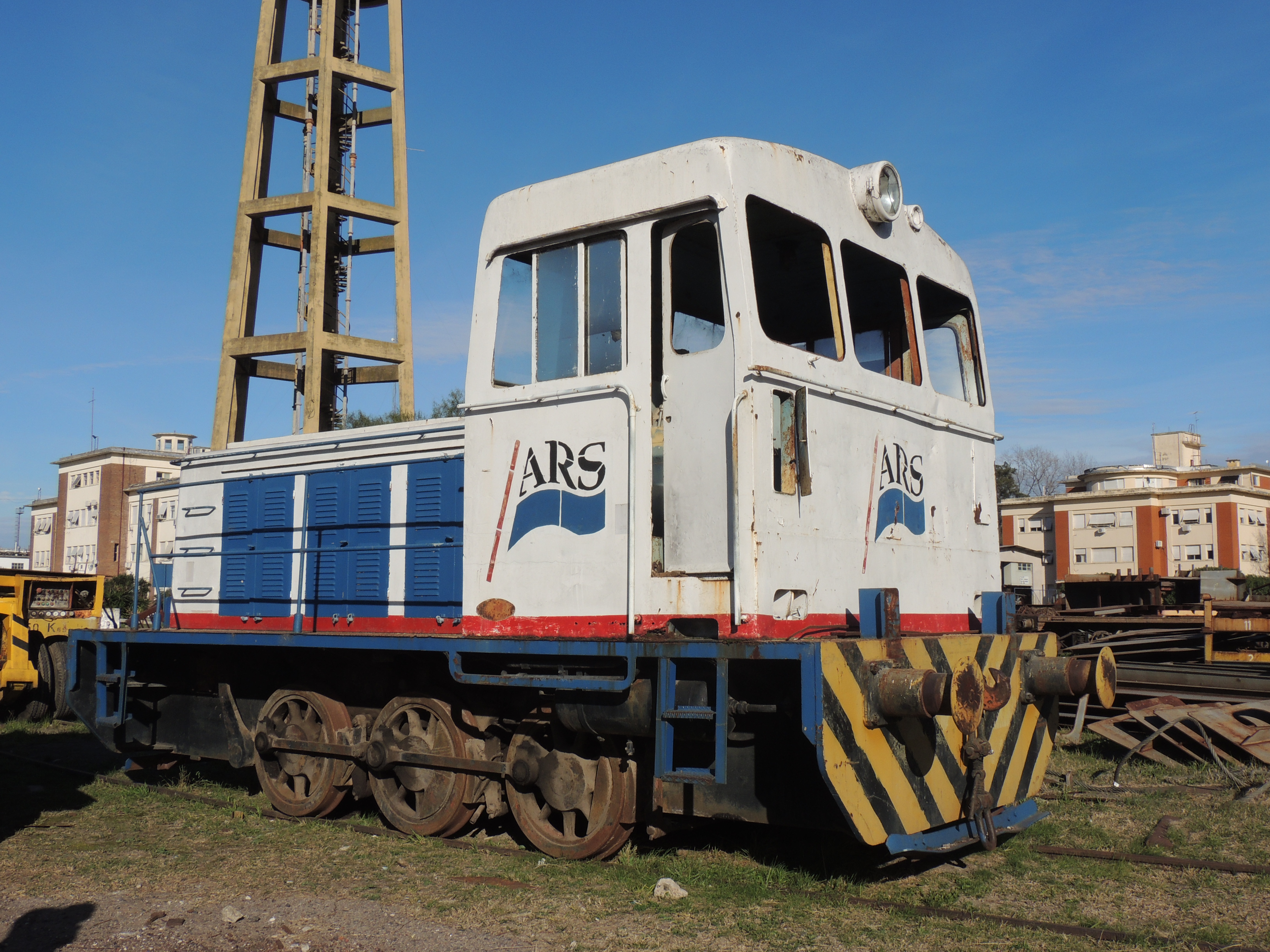
Locotractor Cockerill fabricado en el astillero
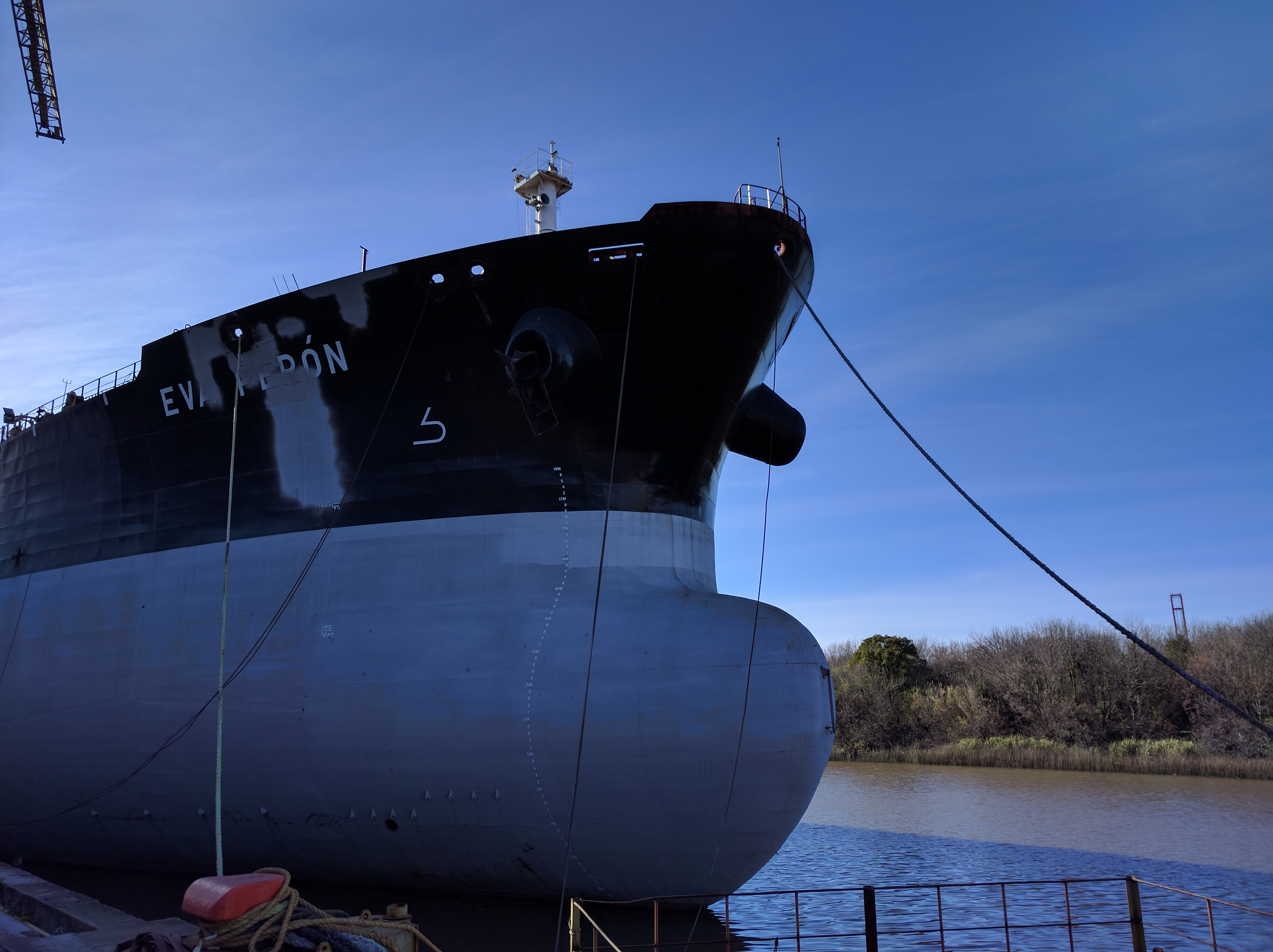
Petrolero "Eva Perón"
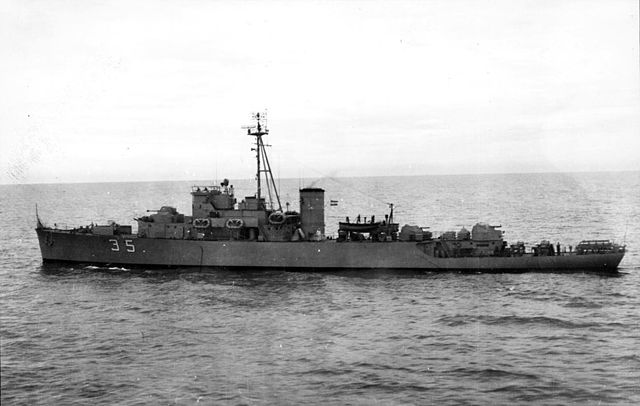
ARA Azopardo (P-35) en alta mar, fragata antisubmarina fabricada en el astillero